# Chiến tranh Jinshin
Chiến tranh Jinshin (壬申の乱 (Nhâm Thân chi loạn) jinshin no ran, 672) là cuộc nội chiến lớn nhất ở Nhật Bản thời kỳ cổ đại, diễn ra từ ngày 24 tháng 6 đến ngày 23 tháng 7, năm Thiên hoàng Thiên Vũ (Thiên hoàng Tenmu) thứ nhất (dương lịch 24 tháng 7 - 21 tháng 8 năm 672).

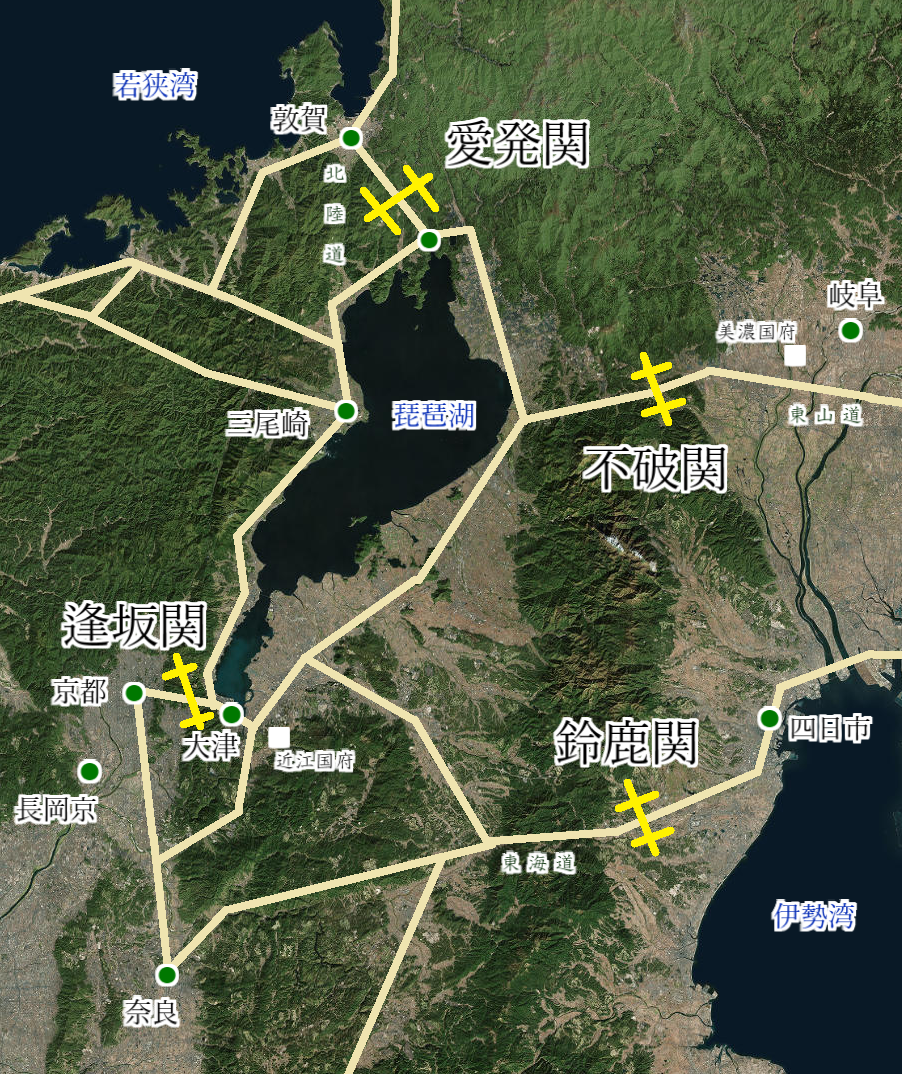
Bản đồ chiến tranh Jinshin

Sự việc nổ ra khi em trai của Thiên hoàng Tenji, Hoàng tử Ōama (sau này là Thiên hoàng Temmu), dấy binh chống lại Hoàng tử Ōtomo, thái tử của Thiên hoàng Tenji (người có hiệu là Thiên hoàng Kobun). Đó là một cuộc nội chiến chưa từng có ở Nhật Bản mà Hoàng tử Ōama nổi dậy đã chiến thắng.
Tên gọi xuất phát do xảy ra vào năm 672, là năm Nhâm Thân (Jinshin) âm lịch, cũng là năm thứ nhất của Thiên hoàng Tenmu.

## Bối cảnh
Vào cuối những năm 660, Thiên hoàng Tenji (天智天皇, Tenji-Tennō, Thiên hoàng Thiên Trí) dời đô đến Cung điện Ōmi (tỉnh Ōmi) và bổ nhiệm em trai của mình, Hoàng tử Ōama (大海人皇子, Ōama no ōji, Đại Hải Nhân Hoàng tử, làm thái tử (trong Nhật Bản thư kỷ, ông được gọi là "Hoàng thái đệ"). Tuy nhiên, vào ngày 17 tháng 10 năm Thiên hoàng Tenji thứ 10 (23 tháng 11 năm 671), ông bắt đầu thể hiện ý định truyền ngôi cho con trai của mình, Hoàng tử Ōtomo (大友皇子, Ōtomo no ōji, Đại Hữu Hoàng tử), được chỉ định làm Thái Chính Đại Thần (太政大臣, Daijō daijin). Sau đó, Thiên hoàng Tenji lâm bệnh. Cảm thấy đang gặp nguy hiểm, Hoàng tử Ōama từ chức đề nghị Hoàng tử Ōtomo làm thái tử, tự xuất gia và đến Cung điện Yoshino (thị trấn Yoshino, tỉnh Nara ngày nay). Ông mang theo gia quyến của mình đến Yoshino, nhưng các gia thần của ông vẫn ở lại Ōmi. Thiên hoàng Tenji đã chấp nhận lời đề nghị của Hoàng tử Ōama.
Vào ngày 3 tháng 12 (ngày 7 tháng 1 năm 672), Thiên hoàng Tenji qua đời ở tuổi 46 tại Yamashina, gần Cung điện Omi (Theo Fuso Sakki và các nguồn khác, ông qua đời ở vùng núi Shikoku và thi thể của ông được đưa về cung điện Omi). Hoàng tử Ōtomo kế vị nhưng ông mới 24 tuổi. Ngày 22 tháng 6, Hoàng tử Ōama được truyền tin rằng Triều đình Ōmi đang chuẩn bị kế hoạch loại trừ mình, triều đình Ōmi ra lệnh cho Murakuni no Oyori (村国男依), Wanibe no Kimite (和珥部君手) và một số gia thần khác phải khẩn trương đến tỉnh Mino, thu các loại vũ khí của Hoàng tử Ōama.
Hoàng tử Ōama rời Yoshino vào ngày 24 tháng 6 (24 tháng 7) năm Thiên hoàng Kobun thứ nhất, Hoàng tử Ōama tập hợp một đội quân hành quân từ Yoshino về phía đông tiến vào Nabari (名張, quận Nabari, tỉnh Iga) và đốt cháy trạm dịch (駅家), nhưng quận ti Nabari từ chối xuất binh. Hoàng tử Ōama lấy được lòng tin của các gia tộc hùng mạnh gồm Mino, Ise, Iga, Kumano và những nơi khác. Sau đó Hoàng tử Ōama tiến vào Iga, nơi ở quận ti Ahai (ở phía bắc của thành phố Iga ngày nay) tham gia cuộc chiến với khoảng 500 người. Sau đó, ông gia nhập đội quân của con trai cả, Hoàng tử Takechi (高市皇子, Takechi no ōji, Cao Thị Hoàng tử) tại Tsumie (Tsuge, thành phố Iga ngày nay) (một số người nói rằng họ gia nhập Suzuka Seki). Ông cũng thành công trong việc thu phục quân đội ở tỉnh Ise với sự giúp đỡ của các quận ti, và tiến đến Mino. Tại Mino, Ō no Honji (多品治) đã dấy lên một đội quân theo lệnh của Hoàng tử Ōama, và chặn đường Fuwa. Điều này giúp hoàng tử có thể huy động quân đội từ các tỉnh dọc theo con đường Tokaido và Tosando. Sau khi tiến vào Mino và tập hợp quân đội từ các tỉnh phía đông, hoàng tử Ōama chia quân thành hai nhóm vào ngày 2 tháng 7 (31 tháng 7) và điều binh thành hai hướng, đến Yamato và Omi.
Phía triều đình Omi của Hoàng tử Ōtomo phái các gia thần đến các tỉnh phía đông, Kibi và Tsukushi (Kyushu) với lệnh điều động quân đội, nhưng các gia thần từ các tỉnh phía đông đã bị quân đội từ phía của Hoàng tử Ōama chặn lại, và ở Kibi và Chikushi không thể tiến thêm. Đặc biệt ở Tsukushi (筑紫), Kurikuma no ōkimi (栗隈王), suất lĩnh Tsukushi, đã từ chối xuất binh với lý do đề phòng một cuộc tấn công từ phía ngoại bang, nhưng hoàng tử Ōtomo đã ra lệnh cho gia thần của mình, Saeki no Otoko (佐伯男), ám sát nếu ông từ chối. Tuy nhiên, ông không thể ám sát Kurikuma no ōkimi vì các con trai của ông, Mi nuō ōkimi (美努王), Takei no ōkimi (武家王), ở bên cạnh và bảo vệ ông. Mặc dù vậy, triều đình Omi vẫn có thể tập hợp quân đội từ các tỉnh lân cận.
Tại Yamato, sau khi Hoàng tử Ōama rời đi, triều đình Omi đang tập trung quân ở Yamato (cố đô của Asuka), nhưng Ōtomo no Fukei (大伴吹負) đã tập trung một đội quân và nắm quyền kiểm soát. Sau đó, Fukei đã tiến hành một trận chiến ác liệt với đội quân của triều đình Omi, đến từ phía tây và phía bắc, tại khu vực này, triều đình Omi chiếm ưu thế và quân đội của Fukei bị đánh bại, nhưng Fukei liên tục tập hợp lại quân đội của mình và đẩy lui kẻ thù. Cuối cùng, quân tiếp viện từ Mino, do Ki no Omi Abemaro (紀臣阿閉麻呂) chỉ huy, đã đến và cứu Fukei đang trong tình trạng nguy hiểm.
Quân đội của triều đình Omi cũng tiến đến Mino, nhưng cuộc tiến quân đã bị dừng lại do sự xáo trộn của quan chức cầm quyền. Để phân biệt giữa phe của Hoàng tử Oama và phe Omi, từ 'kim' (金) đã được sử dụng làm mật hiệu. Quân đội của Hoàng tử Ōama, dẫn đầu bởi Murakuni no Oyori (村国男依) và những người khác, người đã tiến thẳng về phía trước, mở màn giao tranh nghẹt thở ở Yokogawa vào ngày 7 tháng 7 (8 tháng 8), và tiếp tục tiến lên chiến thắng nối tiếp những chiến thắng liên tiếp sau đó. Khi quân đội của triều đình Omi bị đánh bại nặng nề trong trận Setahashi (Karahashi-cho, thành phố Otsu, tỉnh Shiga) vào ngày 22 tháng 7 (20 tháng 8), Hoàng tử Ōtomo treo cổ tự vẫn vào ngày 23 tháng 7 (ngày 21 tháng 8) và chiến tranh kết thúc. Trước trận chiến ở Mino, khi hành quân vào quận Takaichi (高市郡), vị thần Kotoshironushi (事代主神, Sự đại chủ thần) của đền Takaichi-sha (高市社) và vị thần Tenkatsu Tamai (天活玉命, Thiên hoạt ngọc mệnh) ở đền Misema-sha (身狭社), đã nhập hồn và nói 'Hãy đưa ngựa và vũ khí đến lăng mộ của Thiên hoàng Jimmu Kamihimoto' và các vị thần sẽ bảo vệ Hoàng tử Ōama. Vào năm Thiên hoàng Tenmu thứ hai (673) vào tháng thứ 2, Hoàng tử Ōama lên ngôi bằng và xây dựng Cung điện Asuka Kiyomihara no miya.
Triều đình Omi bị phá hủy, và thủ đô một lần nữa được chuyển đến Asuka (làng Asuka, quận Takaichi, tỉnh Nara).
Ngoài ra, một hệ thống mới đã được thành lập để khôi phục lại trật tự của chế độ và cấu trúc, đó là sửa đổi hệ thống trang phục, thiết lập gồm tám màu và sửa đổi hệ thống cấp bậc mũ. hệ thống tập trung thậm chí còn hơn cả Thiên hoàng Tenji.

## Nguyên nhân chiến tranh
Có một số giả thuyết về nguyên nhân của Chiến tranh Jinshin.

### Tranh chấp quyền kế vị
Trước khi Thiên hoàng Tenji lên ngôi với tên gọi Thiên hoàng Tenji, khi còn là Hoàng tử Naka no Ōe no Ōji (中大兄皇子; Trung Đại Huynh hoàng tử), ông đã âm mưu với Fujiwara no Kamatari (藤原鎌足) và những người khác, phát động một cuộc đảo chính gọi là Biến cố Ất Tị (乙巳の変, Isshi no Hen), và mẹ ông là Thiên hoàng Kōgyoku thoái vị, và tiến cử Kinh hoàng tử (軽皇子, Karu no Ōji). Tuy nhiên, mặc dù Hoàng tử Karu lên ngôi với tư cách là Thiên hoàng Kōtoku và ông trở thành thái tử, ông vẫn tiếp tục nắm giữ quyền lực thực sự đối với Thiên hoàng và bỏ lại Thiên hoàng Kotoku ở tại Naniwa no miya khi triều đình rời về Yamato. Hoàng đế Kotoku qua đời trong tuyệt vọng, và con trai của ông, Hoàng tử Arima (有間皇子, Hữu Gian Hoàng tử), cũng bị xử tử vì tội phản loạn. Ngay cả sau khi lên ngôi với tư cách là Thiên hoàng Tenji, ông đã nhằm mục đích giới thiệu hệ thống cha truyền con nối (tức là, truyền ngôi cho Hoàng tử Ōtomo), tương tự như nhà Đường, thay vì truyền thống cũ là kế vị cho Hoàng gia. Kế vị giữa các anh em cùng mẹ, và kết quả là ông càng làm gia tăng sự bất mãn của em trai cùng mẹ, Hoàng tử Ōama.
Trong việc kế vị ngai vàng Hoàng gia vào thời điểm đó, người ta nhấn mạnh vào huyết thống của mẹ và cấp bậc của hoàng hậu, và đó là điểm yếu của Hoàng tử Ōtomo, con trai của một người vợ lẽ, mặc dù ông là con trai trưởng. Người ta tin rằng các lực lượng ủng hộ việc kế vị ngai vàng của Hoàng tử Oama đã được hình thành, và với sự qua đời của Thiên hoàng Tenji, người luôn tự hào về sức mạnh to lớn của mình, đã dẫn đến sự bùng nổ chiến tranh từ các thế lực phản động cho đến lúc đó.

### Sự thất bại ở Hakusunoe
Năm 663, Thiên hoàng Tenji đã gửi quân đến bán đảo Triều Tiên trong nỗ lực hồi sinh Bách Tế và chiến đấu chống lại lực lượng đồng minh Tân La và nhà Đường, nhưng Chiến tranh Tái thiết Bách Tế đã kết thúc trong thất bại, nguyên do thất bại nặng nề trong trận Hakusunoe. Vì lý do này, Thiên hoàng Tenji đã xây dựng các cơ sở phòng thủ quốc gia dọc theo bờ biển Genkai và biển nội địa Seto, đồng thời chuyển gia quyến của Bách Tế đến Togoku, đồng thời dời đô từ Asuka, tỉnh Nara đến Cung điện Omi no miya ở mũi phía nam của Hồ Biwa.
Tuy nhiên, người ta cho rằng những cải cách này đã gây ra gánh nặng mới cho các gia tộc cầm quyền địa phương và người dân, đồng thời gây bất bình lớn về sự bất mãn của các gia tộc cai trị địa phương và nhân dân đối với việc dời đô. Ngoài ra, có giả thuyết cho rằng sau thất bại ở Hakusunoe, cải cách chính trị ở Nhật Bản đã được tiến hành một cách triệt để, và xung đột đã nảy sinh giữa Thiên hoàng Tenji phe cải tổ thay đổi nó thành phong cách nhà Đường, và phe bảo thủ, chống lại nó. Điều này được suy ra từ thực tế là sau thất bại của Hakusurae, một số sứ thần đến nhà Đường Trung Quốc đã được cử đi dưới thời trị vì của Hoàng đế Tenji, nhưng kể từ khi Hoàng tử Oama lên ngôi với tư cách là Thiên hoàng Tenmu, không có sứ thần nào được cử đi cho đến năm 702, sau khi Thiên hoàng Monmu ban hành bộ luật Taihō Ritsu-ryo (大宝律令; Đại Bảo luật lệnh).

### Bất hòa về Nukata no Okimi
Có giả thuyết cho rằng nguyên nhân của cuộc xung đột giữa Hoàng đế Tenji và Hoàng tử Oama vì Nukata no okimi (nữ). Vào thời kỳ Edo, Ban Nobutomo (伴信友) cho rằng tranh chấp Nukata no Okimi là một nguyên nhân xa dẫn đến mối bất hòa giữa Tenji và Tenmu từ nội dung của những bài thơ waka của Nukata no Okimi có trong "Manyoshu" (万葉集, Vạn diệp tập).

## Dị thuyết

### Truyền thuyết Boso
Ở tỉnh Chiba, có một truyền thuyết kể rằng Hoàng tử Otomo đã bí mật trốn thoát cùng vợ con và gia thần sau thất bại trong Chiến tranh Jinshin, và có rất nhiều di tích lịch sử liên quan đến việc này.
Ngôi đền chính là đền Hakusan-jinja (白山神社, Bạch Sơn Thần xã) ở Tawarada, thành phố Kimitsu. Hoàng tử Otomo chạy trốn đến nơi này và sống ở 'Ogawa Gosho' (小川御所), nhưng người ta nói rằng ông đã chết sau khi bị tấn công bởi một đội quân của Hoàng tử Oama. Ở Tozaki, có một "ngôi mộ của bảy chiến binh", nơi chôn cất 7 samurai đi theo Hoàng tử, và Đền Iitsuna, ở Sueyoshi, nơi Soga no Akae (蘇我赤兄), người được cho là đã đào thoát về Boso cùng với Hoàng tử.
Vị hoàng hậu còn lại, Tochi no Himemiko (Hoàng nữ Tōchi), đã trốn vào núi và đến được núi "Kagiri no yama" ở Tsutsumori, nhưng người ta nói rằng bà chết do một ca sinh khó (sẩy thai) trong vùng, và dân làng địa phương cảm thấy xót thương vì điều này, và đền Tsutsumori (筒森神社) được xây dựng để thương tiếc linh hồn của Otomo no Miko và Tochi no Himemiko.

### Thuyết chiến trường chính của Kyushu
Theo thuyết vương triều Kyushu, có giả thuyết cho rằng Kyushu là chiến trường chính trong Chiến tranh Jinshin. Người ta nói rằng Yamato-kyo là Dazaifu, Otsu-kyo là Higo-otsu, và Nanba ở Đồng bằng Chikugo.